# Todd Bryant
Todd Bryant (Santa Monica (Californië), 8 oktober 1963) is een Amerikaanse acteur, filmproducent en stuntman.

## Biografie
Bryant is op jonge leeftijd begonnen met het leren van acteren en stunts beoefenen, hij nam stuntles op twaalfjarige leeftijd op de Hollywood Stunt Academy dat geleid werd door Paul Stader en was hierdoor de jongste deelnemer op de academy.  Hij is nu ook een van weinige die zowel stunts kan uitoefenen als wel goed kan acteren. Bryant heeft een goede naam als stuntman zodat hij veel gevraagd wordt voor stunts voor televisie en films. Bryant is begonnen met stunts in 1982 in de televisieserie T.J. Hooker en heeft verder in meer dan vierennegentig televisiefilms en televisieseries gespeeld als stuntman zoals ER, Live!, Hellboy, Bruce Almighty, Angel, The Matrix, Friends en Baywatch.
Bryant begon in 1984 met acteren in de film Lovelines. Hierna heeft hij nog meerdere rollen gespeeld in televisiefilms en televisieseries zoals Star Trek V: The Final Frontier (1989), Star Trek VI: The Undiscovered Country (1991), Beverly Hills, 90210 (1994), Baywatch (1989 en 2001) en Timecop 2: The Berlin Decision (2003).
Bryant is ook actief als filmproducent, in 2004 heeft hij de film Blowing Smoke geproduceerd.
Bryant was van 1987 tot en met 1992 de tegenstander in oefenwedstrijden van de wereldkampioen zwaargewicht kickboksen Dennis Alexio. Er is ook een boek geschreven over Bryant door Dr. Timothy Brantley genaamd The Cure, dit boek beschreef hoe Bryant leed aan levensbedreigende astma en hiervan vanzelf werd genezen op natuurlijke wijze. Bryant is in zijn vrije tijd een fervent surfer en bioloog.

## Prijzen[5]
- 2002 American Choreography Awards in de categorie Uitstekende Choreografie in Vechtscènes met de televisiefilm Deuces Wild – genomineerd.

## Filmografie[6]

### Films
Uitgezonderd korte films.
- 2010 Everything Must Go – als terugverorderaar
- 2010 Madso's War – als Ronnie White
- 2003 Timecop 2: The Berlin Decision – als officier
- 2002 Boomtown – als vermomde man bij ATM
- 1996 If Looks Could Kill – als Naval officier
- 1994 The Puppet Masters – als soldaat
- 1993 Me and the Kid – als J.P.
- 1991 Star Trek VI: The Undiscovered Country – als Klingon vertaler
- 1989 A Cry for Help: The Tracey Thurman Story – als Card
- 1989 Star Trek V: The Final Frontier – als kapitein Klaa
- 1988 The Prince of Pennsylvania – als White Tucedo
- 1987 Back to the Beach – als Webby
- 1986 Night of the Creeps – als student
- 1985 Friday the 13th: A New Beginning – als Neil
- 1984 Lovelines – als Hammer

### Televisieseries
Uitgezonderd eenmalige gastrollen.
- 1994 Beverly Hills, 90210 – als Artie Devers – 4 afl.
- 1990 Elvis – als Monroe – 2 afl.
- 1988 Werewolf – als jonge Skorzeny – 2 afl.

## Stuntwerk[7]

### Films
Selectie:
- 2020 Bad Boys for Life
- 2019 Zeroville
- 2019 Le Mans '66
- 2018 Holmes & Watson
- 2017 Daddy's Home 2
- 2015 Daddy's Home
- 2014 Out of Sight
- 2014 Godzilla
- 2013 White House Down
- 2011 The Girl with the Dragon Tattoo
- 2011 Horrible Bosses
- 2011 Green Lantern
- 2010 The Other Guys
- 2009 Land of the Lost
- 2008 Step Brothers
- 2007 1408
- 2007 Live!
- 2006 World Trade Center
- 2004 Hellboy
- 2003 The Haunted Mansion
- 2003 Timecop 2: The Berlin Decision
- 2003 S.W.A.T.
- 2003 Bruce Almighty
- 2002 Star Trek: Nemesis
- 2002 Blue Crush
- 2002 Blood Work
- 2002 Deuces Wild
- 2002 We Were Soldiers
- 2002 Kung Pow: Enter the Fist
- 2001 Pearl Harbor
- 2000 Dude, Where's My Car?
- 2000 Get Carter
- 2000 Mission to Mars
- 1999 The Matrix
- 1998 Soldier
- 1997 Nothing to Lose
- 1997 Men in Black
- 1997 Batman & Robin
- 1997 The Lost World: Jurassic Park
- 1990 Edward Scissorhands

### Televisieseries
Selectie:
- 2017 Shooter - 10 afl.
- 2015 Shameless - 3 afl.
- 2014 Extant - 2 afl.
- 2013 - 2014 Chosen - 12 afl.
- 2013 Ray Donovan - 8 afl.
- 2006 – 2009 ER – 2 afl.
- 2003 Jimmy Kimmel Live! - ? afl.
- 2002 Boomtown - ? afl.
- 2001 – 2002 Angel – 7 afl.
- 2002 She Spies - ? afl.
- 2001 Fear Factor - ? afl.
- 2000 – 2001 Charmed – 2 afl.
- 1998 V.I.P. - ? afl.
- 1997 – 1998 Timecop – 2 afl.
- 1997 Dr. Quinn, Medicine Woman – 1 afl.
- 1997 Soldier of Fortune, Inc. – ? afl.
- 1997 Buffy the Vampire Slayer – 3 afl.
- 1996 L.A. Firefighters - ? afl.
- 1996 High Incident - ? afl.
- 1996 L.A. Heat - ? afl.
- 1995 Flipper - ? afl.
- 1994 Friends - ? afl.

- Bibliothèque nationale de France: cb15987171j (data)
- International Standard Name Identifier: 0000 0000 5629 5910
- Virtual International Authority File: 79247775